# Emma Portner
Emma Portner, née le 26 novembre 1994 à Ottawa, Canada, est une danseuse et chorégraphe canadienne.

## Biographie
Emma Portner est née le 26 novembre 1994. Elle commence à danser au Leeming DanceWorks à Ottawa avant d’effectuer des stages en été avec le Ballet national du Canada. Pendant son séjour à Ottawa, elle suit également le programme artistique spécialisé de la Canterbury High School dans leur filière danse. À 16 ans, elle quitte Ottawa (en Ontario) pour New York afin de suivre une formation à l'Ailey School,,.
Elle crée la chorégraphie de Bat Out of Hell The Musical de Jim Steinman,. En 2015, elle  chorégraphie également et joue dans le clip vidéo de Justin Bieber pour sa chanson Life is Worth Living. Puis elle crée la chorégraphie de la tournée mondiale de Justin Bieber,. Elle travaille ensuite avec d’autres artistes, tout en présentant des créations de danse contemporaine dans différents lieux.
Elle annonce publiquement son mariage avec l'actrice Ellen Page (maintenant connue sous le nom Elliot Page) le 3 janvier 2018,. Ils avaient précédemment réalisé ensemble plusieurs œuvres chorégraphiques,. Le couple annonce son divorce le 27 janvier 2021. 
Elle fonde une compagnie de danse à New York, appelée Emma Portner and Artists, et enseigne également au Broadway Dance Center (en). La même année, elle fait une apparition au cinéma dans S.O.S Fantômes : L’Héritage dans lequel elle tient le rôle de Gozer,.